# Waciny Laredj
Waciny Laredj (en idioma árabe: واسيني الأعرج) es un escritor, novelista y erudito argelino nacido el 8 de agosto de 1954 en Tlemcen, que escribe en árabe y francés. Su esposa es la poeta argelina Zineb Laouedj.

## Biografía
Laredj nació en Sidi Bou Jnan en la provincia de Tlemcen. Obtuvo una licenciatura en literatura árabe de la Universidad de Argel y luego se fue a Siria para cursar estudios de posgrado, con la ayuda de una beca del gobierno. Obtuvo una maestría y un doctorado de la Universidad de Damasco.
Terminados sus estudios regresó a su país donde fue profesor de la literatura moderna en la Universidad de Argel (facultad central) hasta 1994, cuando dejó Argelia y se trasladó a Túnez, por el estallido de la guerra civil argelina en la década de 1990, hecho que obligó a Laredj a abandonar el país. Después de un corto tiempo en Túnez, se mudó a Francia y se unió a la facultad de la Universidad Sorbona Nueva - París 3, donde enseñó literatura árabe.
A principios de la década de 1980, publicó más de una docena de libros. Sus novelas a menudo tratan sobre la problemática historia de su Argelia natal. Algunos de sus libros se han traducido al francés y al menos dos de ellos estaban disponibles en francés antes de que estuvieran en árabe. Laredj y su esposa Zineb Laouedj, han colaborado en una antología sobre literatura africana en francés, titulada Anthologie de la nouvelle narration africaine. En el pasado, Laredj ha produjo programas literarios para la televisión argelina. También ha contribuido con una columna regular al periódico argelino El Watan.

## Premios literarios
Waciny Laredj ha obtenido numerosos premios y distinciones:
- Prix Katara pour le roman arabe por su novela Mamlakatu al faracha (2015)[7]
- Prix de la Création littéraire arabe por su novela 'Assabi' Lolita (Les Doigts de Lolita, 2013)
- Prix du Livre d'or du Salon international du livre d'Alger (2008)
- Prix du Cheikh Zayed des Lettres (2007)
- Grand Prix des libraires algériens (2006)
- Prix international du roman arabe en Catar por su novela Sarab al charq (L'Orient des chimères, 2005).[8]
- Prix du roman algérien por el conjunto de su obra (2001)

## Obras seleccionadas

### Novelas
- Nawwar al-louz ( Flores de almendro ), Dar Al Djamal. 1983
- Dhakiratu al ma ( Memoria del agua ), Dar Al Djamal. 1997
- Maraya al dharir ( Espejos de los ciegos ), Golias. 1998
- Los balcones del Mar del Norte , Actes Sud . 2001
- La Sangre de la Virgen , Actes-Sud. 2001
- El guardián de las sombras , Libre Poche. 2005
- Kitabu al Amir ( El Libro del Emir ), Dar Al Adab, Beirut. 2005
- Sonata li achbahi al quds ( Los fantasmas de Jerusalén ), Dar Al Adab. 2008
- Al bayt al andaloussi ( La Maison andalouse ), Dar Al Djamal. 2010
- Ramadu al charq ( Las cenizas de Oriente ), 2 vols .. 2013
- Mamlakatu al faracha ( El reino de la mariposa ), Dar Al Adab. 2013
- 2084, Hikayat al arabi al akhir ( 2084, Narrativa del último árabe ), National Enterprise Graphic Arts (ENAG), Argel. 2015
- Nissa'ou Casanova ( Mujeres de Casanova ), Dar Al Adab, Beirut. 2016

### Ensayo
- Kabylie, Luz de los sentidos , Villeurbanne, Golias. 1998

### Poesía
- Poesía argelina (Ilustración de Rachid Koraïchi), Mango, París. 2003.

### Emisión televisiva
- Ahl Al Kitab (Gente del libro), programa literario Empresa Pública de Televisión.